# Lorenzo Simonelli
Lorenzo Simonelli, född 1 juni 2002, är en italiensk friidrottare som tävlar i häcklöpning.

## Karriär
Vid inomhusvärldsmästerskapen i friidrott 2024 tog han silver på 60 meter häck. Vid europamästerskapen i friidrott 2024 tog han guld på 110 meter häck.